# Live from Russia
Live from Russia es el primer álbum en vivo de la banda alemana de heavy metal U.D.O., publicado en 2001 por Breaker Records. Su grabación se llevó a cabo en algunas ciudades de Rusia, entre abril y mayo de 2001, aunque buena parte de las canciones se obtuvieron del concierto en Moscú el 1 de mayo. En una entrevista a un medio ruso Udo Dirkschneider mencionó: «Podríamos grabar un álbum en cualquier parte, pero en ninguna de ellas hay un ambiente tan cálido como en Rusia. Por eso lo grabamos allí».
La lista de canciones fue elegida por el propio público a través de una votación interactiva en la página web de la banda, que incluye temas de todos los álbumes de estudio lanzados hasta ese momento, como también algunas de Accept. Por otro lado, en las primeras copias del disco el título se imprimió en ruso (Из России С Конзертом), pero poseía error de ortografía que tuvo que ser corregida en la segunda tirada (Из России С Концертом).

## Lista de canciones
| Disco uno |                        |                              |          |  |
| N.º       | Título                 | Escritor(es)                 | Duración |  |
| 1.        | «Holy»                 | Dirkschneider, Kaufmann      | 5:20     |  |
| 2.        | «Raiders of Beyond»    | Dirkschneider, Kaufmann      | 4:15     |  |
| 3.        | «Midnight Mover»       | Accept, Deaffy               | 3:14     |  |
| 4.        | «Independence Day»     | Dirkschneider, Kaufmann      | 5:53     |  |
| 5.        | «Metal Eater»          | Dirkschneider, Dieth, Deaffy | 4:15     |  |
| 6.        | «Protectors of Terror» | Accept, Deaffy               | 4:31     |  |
| 7.        | «Animal House»         | Accept, Deaffy               | 3:57     |  |
| 8.        | «Turn Me On»           | Accept, Deaffy               | 5:34     |  |
| 9.        | «Drum Solo»            |                              | 2:28     |  |
| 10.       | «T.V. War»             | Accept, Deaffy               | 3:39     |  |
| 11.       | «No Limits»            | Dirkschneider, Kaufmann      | 4:11     |  |
| 12.       | «Run If You Can»       | Accept                       | 5:23     |  |
| 13.       | «Winterdreams»         | Accept                       | 5:26     |  |
| 14.       | «In the Darkness»      | Accept, Deaffy               | 6:05     |  |

| Disco dos |                         |                                          |          |  |
| N.º       | Título                  | Escritor(es)                             | Duración |  |
| 1.        | «Like a Loaded Gun»     | Accept, Deaffy                           | 4:45     |  |
| 2.        | «Recall the Sin»        | Dirkschneider, Kaufmann                  | 5:03     |  |
| 3.        | «Break the Rules»       | Dirkschneider, Dieth, Susemihl           | 4:00     |  |
| 4.        | «Midnight Highway»      | Accept                                   | 4:11     |  |
| 5.        | «Heaven Is Hell»        | Accept, Deaffy                           | 7:15     |  |
| 6.        | «Monsterman»            | Accept, Deaffy                           | 3:09     |  |
| 7.        | «Living on a Frontline» | Dirkschneider, Kaufmann, Dieth, Susemihl | 11:47    |  |
| 8.        | «Heart of Gold»         | Dirkschneider, Kaufmann                  | 4:57     |  |
| 9.        | «Shout it Out»          | Dirkschneider, Kaufmann                  | 8:32     |  |
| 10.       | «Cut Me Out»            | Dirkschneider, Kaufmann                  | 4:59     |  |
| 11.       | «I'm a Rebel»           | George Alexander                         | 3:39     |  |
| 12.       | «They Want War»         | Accept, Deaffy                           | 6:19     |  |

## Músicos
- Udo Dirkschneider: voz
- Stefan Kaufmann: guitarra eléctrica
- Igor Gianola: guitarra
- Fitty Wienhold: bajo
- Lorenzo Milani: batería